# Jean-Joseph Soulouque
Jean-Joseph Soulouque (4 décembre 1784 - 14 janvier 1864) est un prince haïtien, frère de l'empereur Faustin. L'aîné de ses fils survivants est le prince Mainville-Joseph.
Il est titré duc de Port-de-Paix, par Faustin Ier en 1849 lorsque celui-ci accède à la dignité impériale.